# 28. Dezember
Der 28. Dezember ist der 362. Tag des gregorianischen Kalenders (der 363. in Schaltjahren), somit bleiben 3 Tage bis zum Jahresende.

## Ereignisse

### Politik und Weltgeschehen

484: Westgotenreich

- 0484: Nach dem Tod König Eurichs aus der Familie der Balthen übernimmt sein Sohn Alarich II. die Herrschaft über das Westgotenreich.
- 1308: Der japanische Tennō Hanazono übernimmt die Regentschaft.
- 1385: Die habsburgische Stadt Rothenburg in der heutigen Schweiz wird von den Luzernern erobert, die Burg zerstört.
- 1478: Im Rahmen der Ennetbirgischen Feldzüge kommt es zur Schlacht bei Giornico. Zusammen etwa 600 Urner und Einheimische können ein mehrere tausend Mann umfassendes Mailänder Heer in die Flucht schlagen. Das Leventina wird danach dauerhaft vom Kanton Uri aus regiert.
- 1767: Mit der Krönung König Taksins wird in Siam das Königreich Thonburi gegründet.

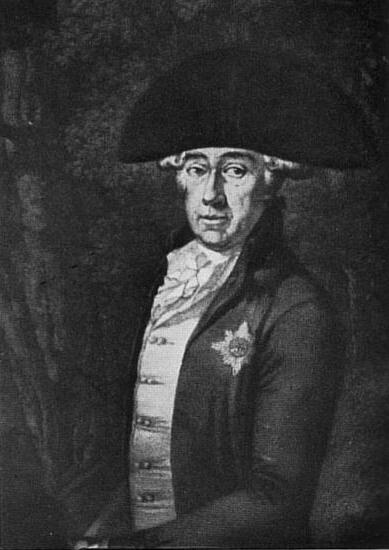
1797: Leopold Friedrich Franz von Anhalt-Dessau

- 1797: Nachdem Fürst Friedrich August von Anhalt-Zerbst ohne männlichen Nachkommen verstorben ist, wird das Fürstentum Anhalt-Zerbst auf die verbleibenden Linien Anhalt-Dessau, Anhalt-Köthen und Anhalt-Bernburg aufgeteilt. Leopold Friedrich Franz von Anhalt-Dessau gewinnt per Los die Stadt Zerbst.
- 1811: Der als vermeintlicher Täter der Ratcliffe-Highway-Morde inhaftierte John Williams begeht Selbstmord.
- 1831: Im Großherzogtum Baden wird entgegen den Karlsbader Beschlüssen die Pressezensur im Preßgesetz aufgehoben. Im Folgejahr wird dieses Gesetz für nichtig erklärt.
- 1832: Mit John C. Calhoun tritt erstmals ein Vizepräsident der Vereinigten Staaten vom Amt zurück. Ursache ist seine Doktrin in der Nullifikationskrise, ein Bundesstaat dürfe Bundesgesetze auf seinem Territorium für ungültig erklären.
- 1836: Mit der Proklamation der Provinz South Australia beginnt auch deren Besiedelung in der britischen Kolonie Australien.
- 1842: Der britische Entdecker und Seefahrer James Clark Ross entdeckt die sieben kleinere Inseln umfassende Gruppe der Danger-Inseln, die vor der Antarktischen Halbinsel liegt.

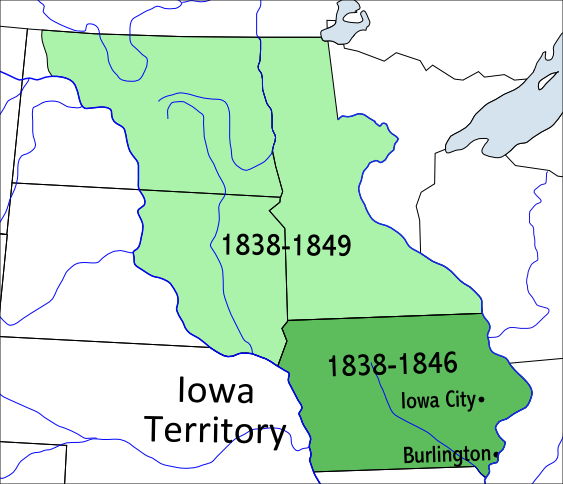
1846: Iowa Territory

- 1846: Der südliche Teil des Iowa-Territoriums wird unter dem Namen Iowa als 29. Bundesstaat Mitglied der USA. Der nördliche Teil des Territoriums wird dem 1849 gegründeten Minnesota-Territorium zugeschlagen.
- 1857: Britische und französische Schiffe beginnen im Zweiten Opiumkrieg vom Perlfluss aus mit dem Beschuss Kantons.

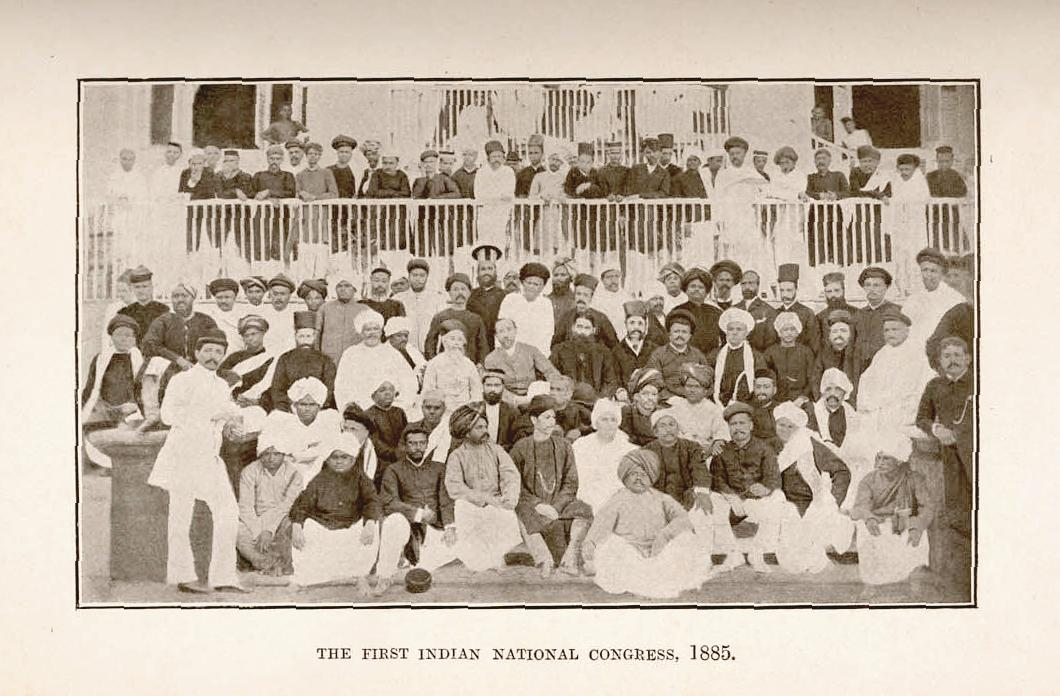
1885: Delegierte des ersten Indischen Nationalkongresses

- 1885: In Bombay findet die Gründungsversammlung der indischen Kongresspartei statt.
- 1945: Der US-Kongress verabschiedet den War Brides Act. Das Gesetz erlaubt die Einreise der Ehefrauen von Angehörigen der US-Streitkräfte und hilft bei der Familienzusammenführung von im Ausland geschlossenen Soldaten-Ehen.
- 1961: Der ehemalige Bundeskanzler Julius Raab als Präsident der Bundeswirtschaftskammer und Franz Olah, Präsident des Österreichischen Gewerkschaftsbundes, schließen das geheime Raab-Olah-Abkommen und legen damit die Grundlage für die Institutionalisierung der Sozialpartnerschaft in Österreich.
- 1972: Die sterblichen Überreste von Martin Bormann, zur Zeit des Nationalsozialismus Leiter der Parteikanzlei der NSDAP mit den Befugnissen eines Reichsministers, werden in Berlin identifiziert.
- 1989: Alexander Dubček wird im Zuge der Samtenen Revolution zum Präsidenten des tschechoslowakischen Parlaments gewählt.
- 1997: Um die weitere Verbreitung von H5N1, des Erregers der Vogelgrippe H5N1, zu stoppen, lassen die Behörden in Hongkong etwa 1,5 Millionen Hühner töten.
- 1999: Saparmyrat Nyýazow wird vom turkmenischen Parlament zum Präsidenten auf Lebenszeit ernannt.
- 2000: Der Ceaușescu-Anhänger und Gegner der Perestroika Adrian Năstase wird Premierminister in Rumänien.

### Wirtschaft
- 1260: Der Hildesheimer Bischof Johann I. von Brakel sichert der Sankt Johannes Bruderschaft für Bergleute am Rammelsberg in Goslar Unterstützung zu, die sich um kranke und die Hinterbliebenen verstorbener Bergleute in Notlagen kümmern will. Damit entsteht die weltweit erste Knappschaft.
- 1924: Die Seilbahn auf den Fichtelberg im Erzgebirge nimmt ihren Betrieb auf. Die Fichtelberg-Schwebebahn ist die älteste Luftseilbahn in Deutschland.
- 2012: Ratan Tata übergibt an seinem 75. Geburtstag die Firmenleitung der indischen Tata Group an Cyrus Mistry.
- 2024: In der Europäischen Union müssen nun alle elektronischen Kleingeräte als Ladeanschluss ausnahmslos USB-C verwenden.

### Wissenschaft und Technik

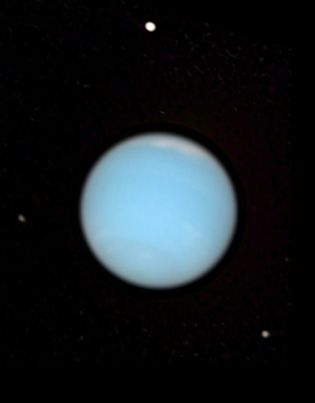
1612: Neptun

- 1612: Galileo Galilei sieht als erster Astronom den Planeten Neptun in seinem Teleskop, hält ihn aber für einen Fixstern.
- 1886: Die erste, gebrauchsfähige, handbetriebene Geschirrspülmaschine wird in den USA auf die Erfinderin Josephine Cochrane patentiert.[1]
- 1895: Wilhelm Conrad Röntgen veröffentlicht seine erste Mitteilung zu den später nach ihm benannten Röntgenstrahlen.

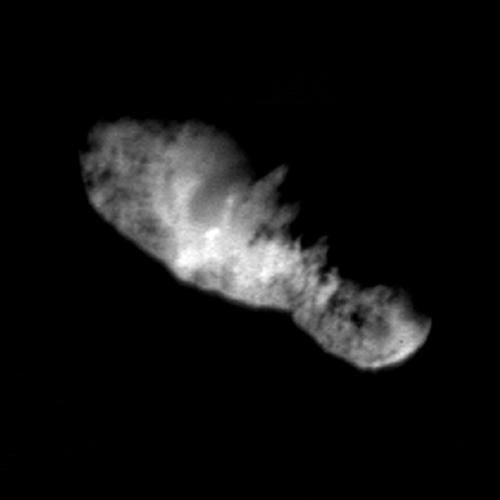
1904: Der Komet Borrelly

- 1904: Alphonse Louis Nicolas Borrelly entdeckt einen Kometen, der nach ihm benannt wird.
- 1911: Die ASB Bridge, die North Kansas City mit Kansas City über den Missouri River verbindet, wird eröffnet.
- 1981: In den Vereinigten Staaten kommt Elizabeth Carr als Retortenbaby zur Welt. Sie ist das erste durch künstliche Befruchtung geborene Kind in der US-Geschichte.
- 2005: Mit Giove-A nimmt der erste Testsatellit für das europäische Navigationssystem Galileo den Betrieb auf.
- 2014: Das Tankflugzeug Boeing KC-46 der United States Air Force absolviert seinen Erstflug.
- 2014: In der chinesischen Provinz Xinjiang wird der 22,449 km lange Mittlere Tianshan-Eisenbahntunnel als Teil der Xinjiang-Südbahn in Betrieb genommen.

### Kultur

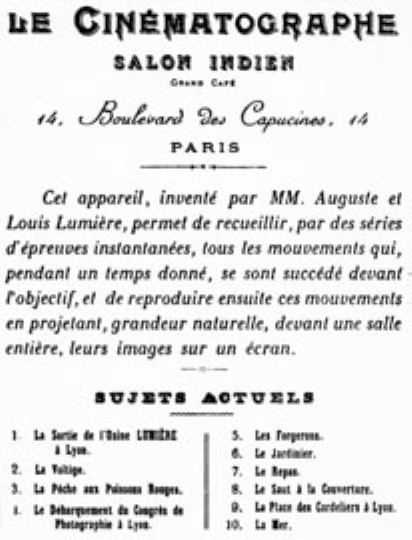
1895: Programm der ersten öffentlichen Filmvorführung mit einem Kinematograph

- 1594: Die früheste belegte Aufführung von William Shakespeares Komödie The Comedy of Errors (Die Komödie der Irrungen) findet im Gray’s Inn, einer Londoner Juristenschule, statt.
- 1717: Am Theater am Gänsemarkt in Hamburg erfolgt die Uraufführung der Oper Jobates und Bellerophon von Reinhard Keiser.
- 1827: Am Théâtre du Gymnase in Paris findet die Uraufführung der Operette Le Mal du pays ou La Bâtelière de Brientz von Adolphe Adam statt.
- 1850: Die komische Oper La Dame de pique von Fromental Halévy mit Text von Eugène Scribe wird an der Opéra-Comique in Paris uraufgeführt.
- 1858: Die Uraufführung der Oper Satanella or the Power of Love von Michael William Balfe findet im Covent Garden in London statt.
- 1867: Am Théâtre-Lyrique in Paris erfolgt die Uraufführung der Oper La jolie fille de Perth (Das schöne Mädchen aus Perth) von Georges Bizet.
- 1878: Am Théâtre des Folies Dramatiques in Paris wird Jacques Offenbachs Opéra-comique Madame Favart uraufgeführt.
- 1895: Im Grand Café am Boulevard des Capucines in Paris findet vor zahlendem Publikum die erste öffentliche Filmvorführung durch die Brüder Lumière statt. Unter anderem werden die Filme Der begossene Gärtner, Arbeiter verlassen die Lumière-Werke und Babys Frühstück gezeigt. Die Filmvorführung gilt als Geburtsstunde des Kinos.
- 1910: An der Metropolitan Opera in New York wird die zweite Fassung von Engelbert Humperdincks melodramatischer Oper Königskinder mit dem überarbeiteten Libretto von Elsa Bernstein uraufgeführt.
- 1927: Am Théâtre de la Monnaie in Brüssel wird die Oper Antigone von Arthur Honegger uraufgeführt.
- 1944: Im Adelphi Theatre in New York erfolgt die Uraufführung von Leonard Bernsteins erstem Musical On the Town.
- 1961: Tennessee Williams’ Drama Die Nacht des Leguan hat am Royale Theatre, dem heutigen Bernard B. Jacobs Theatre, am Broadway Premiere.
- 1973: Alexander Issajewitsch Solschenizyns Werk Der Archipel Gulag erscheint in russischer Sprache in einem Pariser Emigrantenverlag.
- 1995: Der James-Bond-Film GoldenEye startet in den deutschen Kinos.

### Gesellschaft
- 2000: Auf einem Werbeplakat für eine Internetfirma erscheint in London das Foto Kiss der britischen Fotografin Tanya Chalkin, das sich später zu einem beliebten Postermotiv entwickelt.

### Religion
- 0418: Bonifatius I. wird von der Mehrheit des römischen Klerus zum Nachfolger von Papst Zosimus gewählt. Der am Vortag ebenfalls gewählte Eulalius gilt damit als Gegenpapst.
- 1065: Die Konsekration der unter Eduard dem Bekenner errichteten Westminster Abbey findet in Abwesenheit des Königs statt, der bereits zu krank ist, um den Feierlichkeiten beizuwohnen.
- 1878: Papst Leo XIII. wendet sich in seiner Enzyklika Quod apostolici muneris gegen den Sozialismus.
- 1912: Gründung der Anthroposophischen Gesellschaft.
- 1951: Aus der Neuapostolischen Kirche spaltet sich in den Niederlanden nach Uneinigkeiten über eine dortige Apostelnachfolge die Apostolisch Genootschap ab.

### Katastrophen
- 1248: Die Allerkindleinsflut trennt die westfriesischen Inseln vom Festland und überflutet weite Teile der Haseldorfer Marsch.

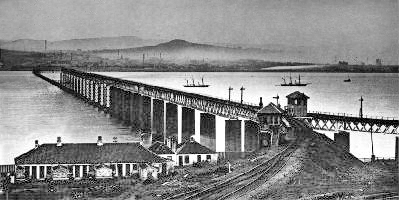
1879: Bahnbrücke am Firth-of-Tay (Aufnahme vor ihrem Einsturz)

- 1879: Die Firth-of-Tay-Brücke über den Tay in Schottland bricht zusammen, als sie ein Zug überquert. 75 Menschen sterben. Theodor Fontane schreibt später dazu die Ballade Die Brück’ am Tay.

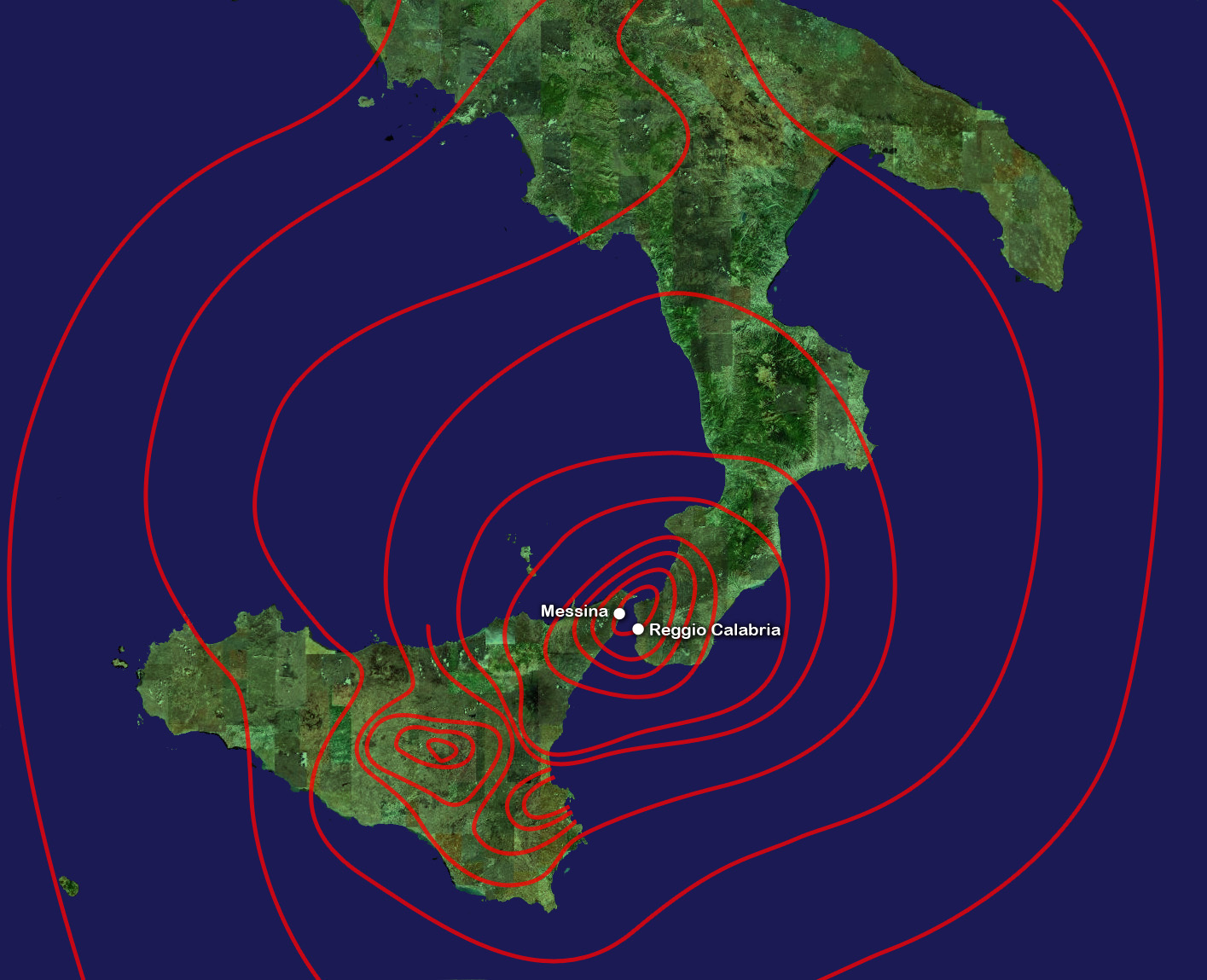
1908: Erdbeben von Messina

- 1908: Die süditalienischen Städte Messina und Reggio Calabria werden durch ein schweres Erdbeben zerstört, bei dem über 100.000 Menschen sterben.
- 1974: Ein Erdbeben der Stärke 6,2 in Pakistan fordert ca. 5.300 Tote.

Kleinere Unglücksfälle sind in den Unterartikeln von Katastrophe und in der Liste von Katastrophen aufgeführt.

### Sport
- 1958: In der Overtime gewinnen die Baltimore Colts in New York City das NFL Championship Game gegen die New York Giants mit 23-17. Die dramatischen Schlussminuten machen das Spiel zum The Greatest Game Ever Played in der Geschichte des American Football.
- 1965: Der F.C. Hansa Rostock wird gegründet.

Einträge von Leichtathletik-Weltrekorden befinden sich unter der jeweiligen Disziplin unter Leichtathletik.

## Geboren

### Vor dem 18. Jahrhundert
- 1047: Sunjong, König des koreanischen Goryeo-Reiches
- 1164: Rokujō, Kaiser von Japan
- 1462: Luise von Savoyen, französische Adlige und Nonne, katholische Selige
- 1510: Nicholas Bacon, englischer Anwalt, Richter und Lordkanzler
- 1526: Anna Maria, Prinzessin von Brandenburg-Ansbach und Herzogin von Württemberg
- 1535: Martin Eisengrein, römisch-katholischer Priester, Kontroverstheologe und Hochschullehrer
- 1579: Helwig Garth, deutscher lutherischer Theologe
- 1592: Marcus Banzer, deutscher Mediziner
- 1599: Gabriel Bucelinus, deutscher Benediktiner, Humanist und Universalgelehrter
- 1605: Huldreich Groß, deutscher Rechtsanwalt, Stifter der Leipziger Stadtbibliothek
- 1609: Ernst Ludwig Avemann, deutscher Politiker und Diplomat
- 1618: Catharina Hooft, niederländische Patrizierin zur Zeit des „Goldenen Zeitalters“
- 1619: Antoine Furetière, französischer Schriftsteller, Gelehrter und Lexikograf
- 1625: Johann Christoph Arnschwanger, deutscher Kirchenliederdichter
- 1630: Ludolf Backhuysen, niederländischer Marinemaler
- 1665: George FitzRoy, 1. Duke of Northumberland, englischer bzw. britischer Militär

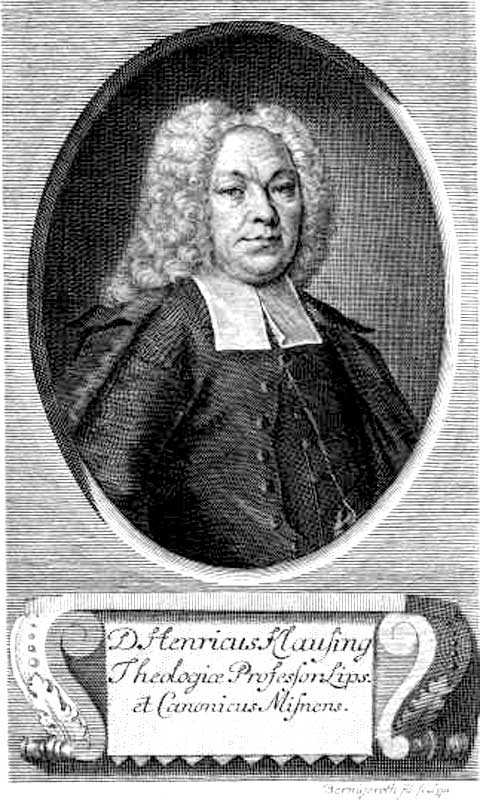
Heinrich Klausing (* 1675)

- 1675: Heinrich Klausing deutscher lutherischer Theologe, Mathematiker, Astronom und Universalgelehrter
- 1700: Franz Anton von Dücker, Priester und Domherr in Köln

### 18. Jahrhundert
- 1722: Christoph August Bode, deutscher Hochschullehrer, Philologe und Orientalist
- 1722: Eliza Lucas Pinckney, US-amerikanische Pflanzerin
- 1724: Christoph Franz von Buseck, letzter Fürstbischof von Bamberg
- 1725: Benigna Justine von Watteville, deutsche Missionarin der Herrnhuter Brüder
- 1826: Fabio Asquini, italienischer Winzer und Agrarwissenschaftler
- 1728: Justus Claproth, deutscher Jurist und Erfinder
- 1731: Christian Cannabich, deutscher Violinist, Kapellmeister und Komponist (Taufdatum)
- 1736: Jesse Root, US-amerikanischer Politiker
- 1753: Johann Friedrich Hahn, deutscher Lyriker
- 1753: Johan Wikmansson, schwedischer Komponist
- 1754: William Austin, britischer Mediziner und Chirurg
- 1755: Johann Christian Gottlieb Wernsdorf, deutscher Hochschullehrer und Philosoph
- 1757: Reinhard Woltman, deutscher Wasserbauingenieur
- 1775: João Domingos Bomtempo, portugiesischer Komponist, Pianist, Dirigent und Musikorganisator
- 1758: Johann Evangelist Schmid, deutscher Orgelbauer
- 1781: Christian Peter Wilhelm Beuth, deutscher Politiker und Gründer des Preußischen Gewerbeinstituts
- 1782: Matthias Joseph de Noël, deutscher Kaufmann, Schriftsteller und Kunstsammler
- 1783: Wenzel Robert von Gallenberg, österreichischer Komponist, Intendant und Schöpfer von Ballettmusiken
- 1784: Ernst Wilhelm Gottlieb Wachsmuth, deutscher Historiker
- 1785: Dorothea von Lieven, lettische Ehefrau des russischen Generals Christoph von Lieven
- 1789: Thomas Ewing, US-amerikanischer Politiker
- 1798: Édouard d’Anglemont, französischer Dichter

### 19. Jahrhundert

#### 1801–1850
- 1802: Henry Grey, 3. Earl Grey, britischer Kolonialpolitiker und Staatsmann
- 1811: Ludwig Philippson, deutscher Schriftsteller und Rabbiner
- 1812: Ernst Gäbler, deutscher Unternehmer
- 1812: Julius Rietz, deutscher Dirigent, Kompositionslehrer und Komponist
- 1814: John Bennet Lawes, britischer Agrikulturchemiker
- 1818: Carl Remigius Fresenius, deutscher Chemiker
- 1818: Caesarine Kupfer-Gomansky, deutsche Schauspielerin
- 1823: Thomas Alexander Scott, stellvertretender Kriegsminister im amerikanischen Bürgerkrieg
- 1826: Conrad Busken Huet, niederländischer Schriftsteller und Kritiker
- 1835: William E. Chandler, US-amerikanischer Politiker
- 1837: Benjamin Johnson Lang, US-amerikanischer Organist und Pianist, Dirigent und Komponist
- 1843: Wilhelm Clemm, deutscher Altphilologe
- 1849: Herbert von Bismarck, deutscher Politiker, MdR, Minister, ältester Sohn von Otto von Bismarck

#### 1851–1900
- 1851: Joseph Mackey Brown, US-amerikanischer Politiker, Gouverneur von Georgia

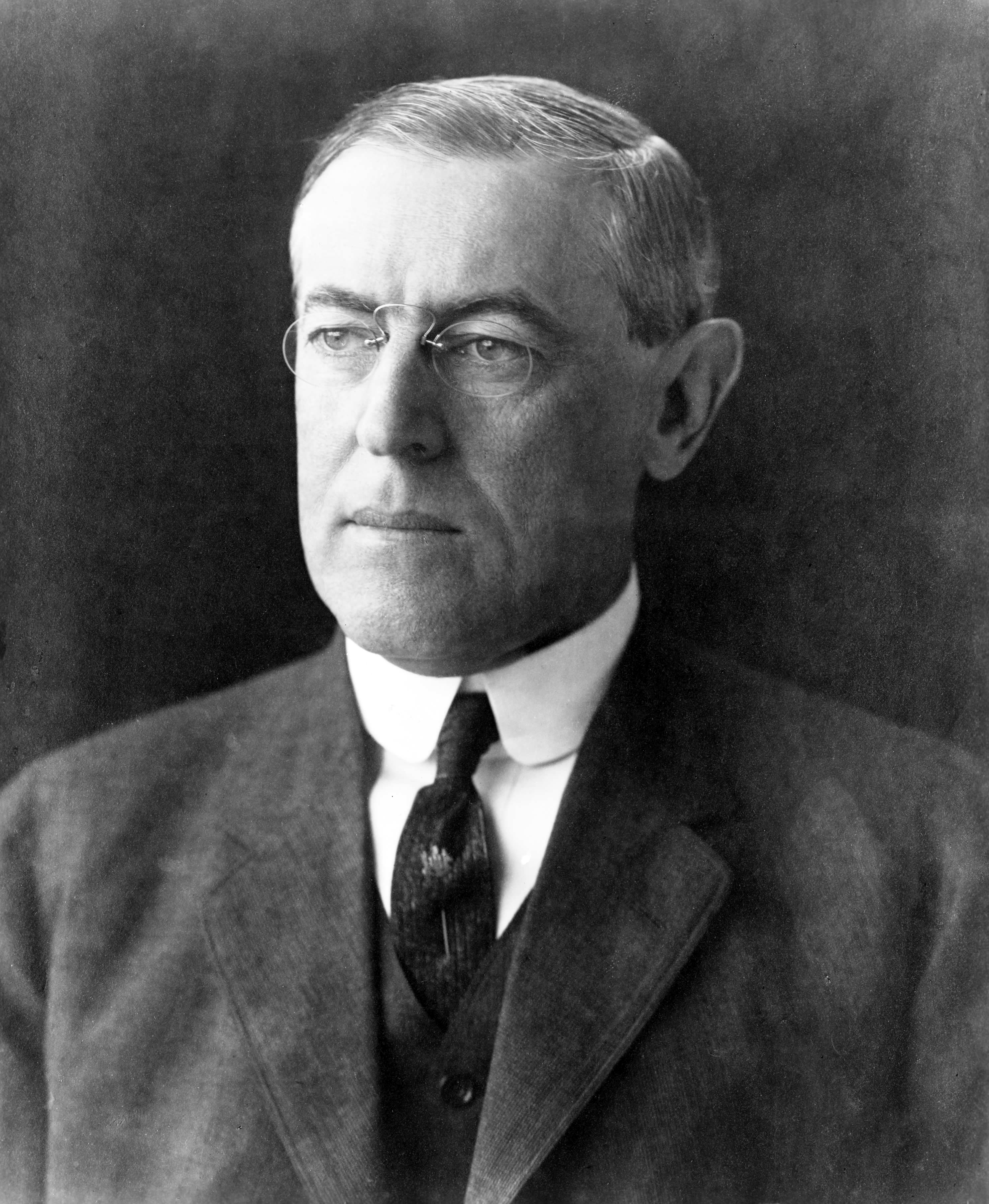
Woodrow Wilson (* 1856)

- 1856: Woodrow Wilson, US-amerikanischer Politiker, Gouverneur von New Jersey, Staatspräsident, Initiator des Völkerbundes, Friedensnobelpreisträger
- 1859: Karl Eckstein, Forstwissenschaftler und Entomologe
- 1860: Alexander von Fielitz, deutscher Komponist
- 1860: Harry B. Smith, US-amerikanischer Lyriker und Librettist
- 1860: Hryhorij Peschanskyj, ukrainischer Architekt
- 1862: Morris Rosenfeld, jiddischer Lyriker
- 1865: Félix Vallotton, schweizerisch-französischer Maler, Grafiker und Schriftsteller
- 1866: Szymon Askenazy, polnischer Historiker, Diplomat und Politiker
- 1867: Charlotte Basté, deutsche Schauspielerin
- 1869: Amiel-François Bessière, französischer Geistlicher und römisch-katholischer Bischof von Constantine-Hippone
- 1870: Friedrich Lorentz, deutscher Slawist
- 1871: Marie Luise Becker, deutsche Schriftstellerin
- 1879: Manuel Arteaga y Betancourt, Erzbischof von Havanna und Kardinal
- 1879: Frank Blachford, kanadischer Geiger, Musikpädagoge, Dirigent und Komponist
- 1880: Janko Binenbaum, türkischer Komponist
- 1882: Paul Diels, deutscher Sprachwissenschaftler und Slawist
- 1882: Arthur Stanley Eddington, britischer Astrophysiker
- 1882: Lili Elbe, dänische Malerin
- 1883: Alfred Wolfenstein, deutscher expressionistischer Lyriker, Dramatiker und Übersetzer
- 1884: Karel Anděl, tschechischer Selenograph und Mitbegründer der Tschechischen astronomischen Gesellschaft
- 1884: Ralph Mulford, US-amerikanischer Automobilrennfahrer und Unternehmer
- 1884: Hugo Rosendahl, deutscher Jurist und Kommunalpolitiker, Oberbürgermeister von Koblenz und Essen
- 1885: Antonio Farage, syrischer Titularerzbischof und Patriarchalprokurator
- 1885: Wladimir Jewgrafowitsch Tatlin, russischer Bildhauer
- 1887: Charles Dingle, US-amerikanischer Schauspieler
- 1887: Walter Ruttmann, deutscher Filmregisseur
- 1888: Friedrich Wilhelm Murnau, deutscher Regisseur
- 1889: Henrik Samuel Nyberg, schwedischer Orientalist
- 1889: Raymond Saladin, französischer Autorennfahrer
- 1890: Gösta Ekman, schwedischer Schauspieler
- 1891: Otto Hübener, deutscher Widerstandskämpfer
- 1892: Werner Ackermann, deutscher Schriftsteller, Verleger und Miteigentümer der Künstlerkolonie Monte Verità
- 1892: Karl Appel, österreichischer Politiker, Abgeordneter zum Nationalrat
- 1893: Ernst Römer, österreichisch-mexikanischer Dirigent, Musikpädagoge und Komponist
- 1893: Freddie Spruell, US-amerikanischer Bluesmusiker
- 1894: Hermanis Matisons, lettischer Schachspieler
- 1895: Traugott Müller, deutscher Regisseur
- 1896ː Hilde Barz, deutsch-jüdische Schauspielerin, Verfolgte des Nationalsozialismus
- 1896: Wilhelm Brese, deutscher Heidebauer und Politiker, MdB
- 1896: Philippe Étancelin, französischer Autorennfahrer
- 1896: Roger Sessions, US-amerikanischer Komponist
- 1898: Carl-Gustaf Rossby, schwedischer Meteorologe
- 1898: Mischa Spoliansky, britisch-russischer Komponist
- 1899: Eugeniusz Bodo, polnischer Schauspieler, Filmregisseur und -produzent
- 1900: Natalio Perinetti, argentinischer Fußballspieler
- 1900: Kubo Sakae, japanischer Dramatiker

### 20. Jahrhundert

#### 1901–1925
- 1901: Thomas Cooray, sri-lankischer Geistlicher, Erzbischof von Colombo, Kardinal
- 1902: Mortimer Adler, US-amerikanischer Philosoph und Schriftsteller
- 1902: Otto Andres, deutscher Politiker, MdL, MdR
- 1902: Isaak Berkowitsch, ukrainischer Komponist
- 1902: Carsta Löck, deutsche Schauspielerin
- 1902: Hans Pulver, Schweizer Fußballtorhüter
- 1903: Michail Kalatosow, georgisch-russischer Filmregisseur
- 1903: John von Neumann, ungarisch-US-amerikanischer Mathematiker und Informatiker
- 1904: Sergei Iossifowitsch Jutkewitsch, russischer Filmregisseur
- 1904: Joseph Offenbach, deutscher Schauspieler
- 1904: Hori Tatsuo, japanischer Schriftsteller
- 1905: Oscar Andriani, italienischer Schauspieler
- 1905: Fulvio Bernardini, italienischer Fußballspieler und -trainer, Olympiamedaillengewinner
- 1906: Leni Schmidt, deutsche Sprinterin, Olympiamedaillengewinnerin
- 1907: Nicolae Brânzeu, rumänischer Komponist und Dirigent
- 1907: Heinrich Maria Janssen, deutscher Geistlicher, Bischof von Hildesheim

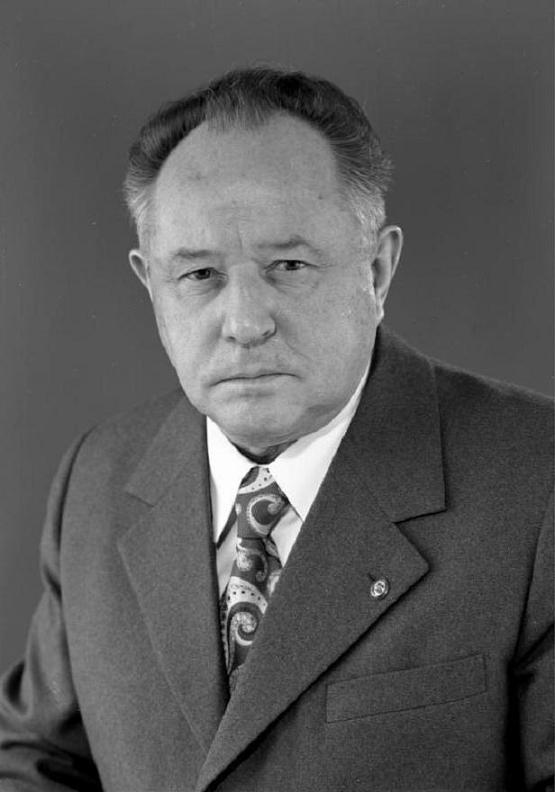
Erich Mielke (* 1907)

- 1907: Erich Mielke, deutscher Politiker, Minister für Staatssicherheit der DDR
- 1907: Roman Palester, polnischer Komponist
- 1908: Lew Ayres, US-amerikanischer Schauspieler
- 1908: Leona Rostenberg, US-amerikanische Buchantiquarin und Historikerin
- 1910: Francis Judd Cooke, US-amerikanischer Komponist, Organist, Pianist, Cellist, Dirigent und Musikpädagoge
- 1910: Tom Hupke, US-amerikanischer American-Football-Spieler
- 1910: Harold Rhodes, US-amerikanischer Instrumentenbauer
- 1910: Billy Williams, US-amerikanischer Sänger
- 1912: Teuvo Aura, finnischer Politiker, Ministerpräsident
- 1912: Ewa Bonacka, polnische Schauspielerin und Regisseurin
- 1912: Georg Klaus, deutscher Philosoph, Schachspieler und Schachfunktionär
- 1912: Juri Abramowitsch Lewitin, ukrainisch-russischer Komponist
- 1912: François Spoerry, französischer Architekt
- 1912: Heinz Warnken, deutscher Fußballspieler
- 1913: Egbert Hayessen, deutscher Offizier, Widerstandskämpfer des 20. Juli 1944
- 1913: Józef Kropiński, polnischer Geiger, Komponist, Widerstandskämpfer und KZ-Überlebender
- 1913: Paolo Silveri, italienischer Opernsänger (Bariton) und Gesangspädagoge
- 1917: Mouloud Mammeri, algerisch-kabylischer Schriftsteller, Anthropologe und Sprachwissenschaftler
- 1919: Inocente Carreño, venezolanischer Komponist
- 1920: Walter Spiel, österreichischer Psychiater und Neurologe
- 1920: Steve Van Buren, US-amerikanischer American-Football-Spieler
- 1920: Al Wistert, US-amerikanischer American-Football-Spieler
- 1921: Johnny Otis, US-amerikanischer Bandleader, Produzent und Talentsucher
- 1922: Ivan Desny, französisch-deutscher Schauspieler
- 1922: Otto Eckl, österreichischer Tischtennisspieler

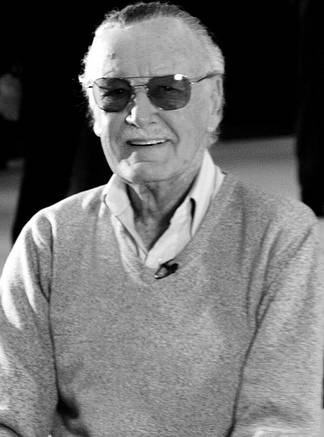
Stan Lee (* 1922)

- 1922: Stan Lee, US-amerikanischer Comicautor und -redakteur, Schauspieler und Filmproduzent
- 1923: Josef Hassid, polnischer Violinist
- 1924: Milton Obote, ugandischer Politiker, Ministerpräsident, Staatspräsident
- 1924: Guido Schmezer, Schweizer Archivar und Schriftsteller
- 1924: Gerhard Stauf, deutscher Graphiker, Illustrator und Kupferstecher
- 1925: Hildegard Knef, deutsche Schauspielerin, Chansonsängerin und Autorin

#### 1926–1950

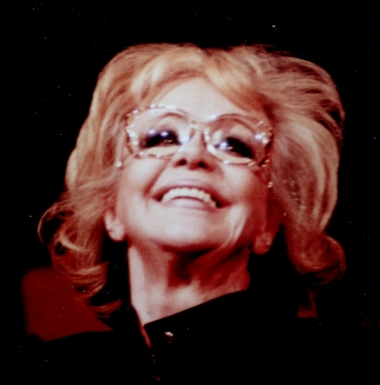
Hildegard Knef (* 1925)

- 1927: Edward Babiuch, polnischer Politiker, Ministerpräsident
- 1927: Helmut Barbe, deutscher Komponist
- 1927: Gustave Gosselin, belgischer Autorennfahrer
- 1927: Fritz Peter, Generaloberst in der NVA und Leiter der Zivilverteidigung der DDR
- 1927: Raimundo Revoredo Ruiz, peruanischer römisch-katholischer Ordensgeistlicher und Prälat von Juli
- 1928: Dariush Forouhar, führender iranischer Oppositioneller
- 1928: Erich Köhler, deutscher Schriftsteller
- 1928: Kamilló Lendvay, ungarischer Komponist, Dirigent und Musikpädagoge
- 1929: Terrance Gordon Sawchuk, kanadischer Eishockeyspieler
- 1929: Maarten Schmidt, niederländischer Astronom
- 1930: Franzl Lang, deutscher Sänger, Jodler, Gitarrist und Akkordeonspieler
- 1930: Ed Thigpen, US-amerikanischer Jazz-Schlagzeugspieler
- 1931: Renato Capriles, venezolanischer Musiker und Orchesterleiter
- 1931: Guy Debord, französischer Künstler und Philosoph
- 1932: Dhirajlal Hirachand Ambani, indischer Unternehmer
- 1932: Dorsey Burnette, US-amerikanischer Musiker, Gitarrist und Songwriter
- 1932: Mireille Knoll, französische Überlebende des Holocaust
- 1932: Nichelle Nichols, US-amerikanische Schauspielerin
- 1932: Manuel Puig, argentinischer Schriftsteller und Drehbuchautor

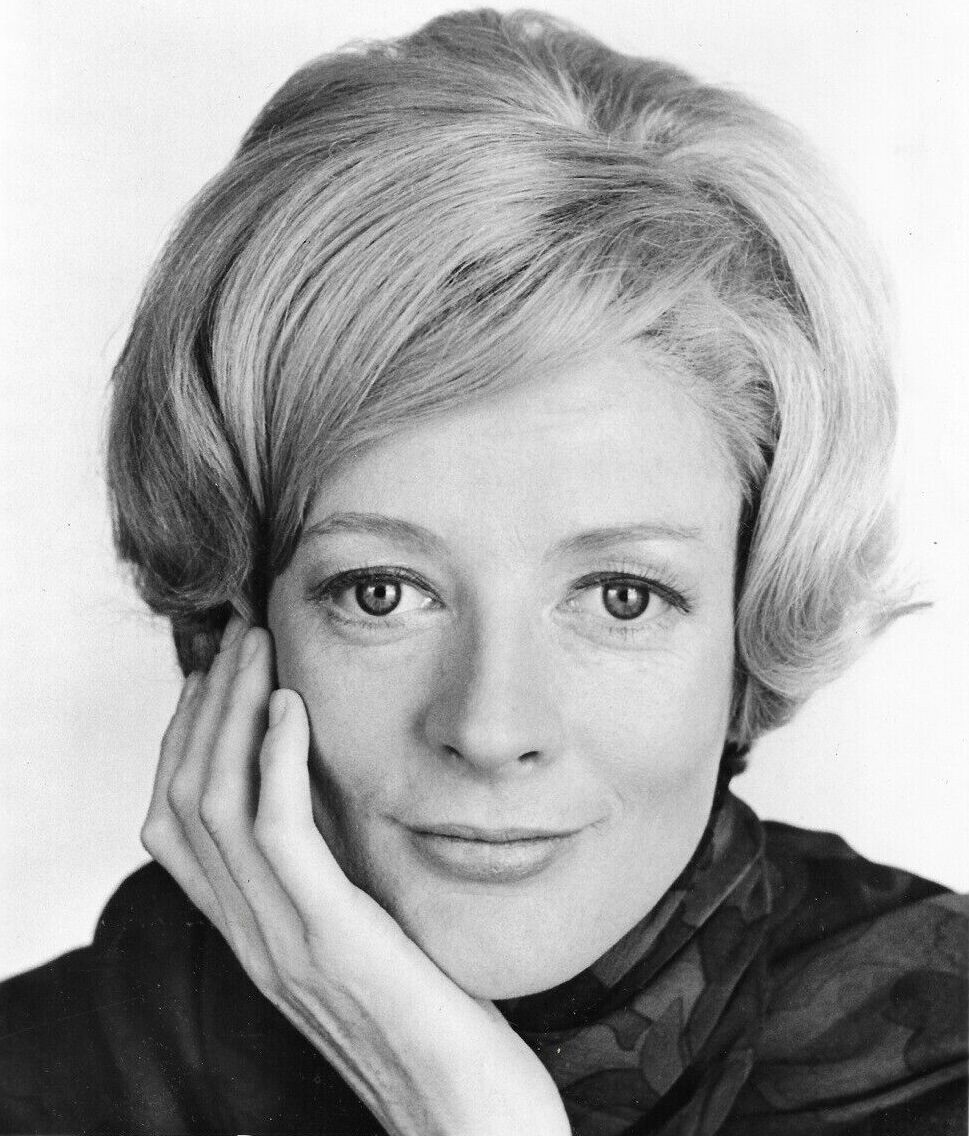
Maggie Smith (* 1934)

- 1933: Ehrenfried Boege, deutscher Brigadegeneral des Heeres der Bundeswehr
- 1933: Franz Rutzen, deutscher Verleger
- 1934: John Fellows Akers, US-amerikanischer Manager
- 1934: Rudi Faßnacht, deutscher Fußballtrainer
- 1934: Herb Gardner, US-amerikanischer Cartoonist, Dramatiker und Drehbuchautor
- 1934: Dieter Goltzsche, deutscher Maler, Zeichner und Grafiker
- 1934: Maggie Smith, englische Schauspielerin
- 1936: Jim McDermott, US-amerikanischer Psychiater und Politiker, Mitglied des Repräsentantenhauses
- 1936: Jacques Mesrine, französischer Gewaltverbrecher
- 1936: Engelbert Obernosterer, österreichischer Schriftsteller
- 1937: Bengt Ahlfors, finnlandschwedischer Autor, Regisseur, Dramatiker und Komponist
- 1938: Hans Werner Aufrecht, deutscher Unternehmer
- 1939: Conny Andersson, schwedischer Autorennfahrer
- 1939: Philip F. Anschutz, US-amerikanischer Unternehmer
- 1939: Marian Czura, polnischer Filmemacher und Maler, Gründer der Frankfurter Filmwerkstatt
- 1939: Michael Hinz, deutscher Schauspieler
- 1939: Klaus R. Schubert, deutscher Physiker
- 1940: A. K. Antony, indischer Politiker, Minister
- 1940: Peter Göring, Angehöriger der Grenztruppen der DDR
- 1940: Hannelore Unterberg, deutsche Regisseurin
- 1941: Peter-Christian Fueter, Schweizer Filmproduzent
- 1941: Teruo Higa, Professor für Gartenbau, Entdecker der Effektiven Mikroorganismen
- 1941: Volker Schmidt-Gertenbach, deutscher Musiker, Dirigent und Generalmusikdirektor
- 1942: Peter Berlin, deutsches Männermodel, Zeichner und Fotograf
- 1942: Gigi Herr, deutsche Schauspielerin
- 1943: Juan Luis Cipriani Thorne, peruanischer Geistlicher, Erzbischof von Lima, Kardinal
- 1943: Kurt-Dieter Grill, deutscher Politiker, MdL, MdB
- 1943: Siegfried Helias, deutscher Politiker, MdA, MdB
- 1943: Bernard Maury, französischer Jazzpianists, Arrangeur und Musikpädagoge
- 1944: Noel Ahern, irischer Politiker, Minister
- 1944: Thierry Lalive d’Epinay, Verwaltungsratspräsident der Schweizerischen Bundesbahnen
- 1944: Kary Banks Mullis, US-amerikanischer Biochemiker
- 1944: Gerhard Schlichting, deutscher Jurist, Richter am Bundesgerichtshof
- 1944: Marco Solari, Schweizer Manager
- 1945: Birendra, König von Nepal
- 1945: Red Saunders, britischer Fotograf und Regisseur
- 1946: Pierre Falardeau, frankokanadischer Regisseur und politischer Aktivist
- 1946: Werner Faulstich, deutscher Medienwissenschaftler
- 1946: Harm Lagaay, niederländischer Automobildesigner

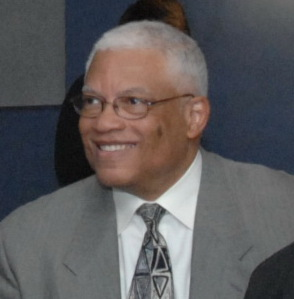
Mark Washington (* 1947)

- 1947: Mark Washington, US-amerikanischer American-Football-Spieler
- 1948ː Mary Weiss, US-amerikanische Sängerin
- 1949: Caitlyn Jenner, US-amerikanische Leichtathletin, Schauspielerin und TV-Persönlichkeit, Olympiasiegerin
- 1949: Karl-Ernst Schmidt, deutscher Kommunalpolitiker
- 1949: Hildegard Wester, deutsche Politikerin, MdB
- 1950: Nikolai Anfimow, sowjetischer Boxer
- 1950: Michael Buchrainer, österreichischer Gitarrist und Komponist
- 1950: Hugh McDonald, US-amerikanischer Musiker

#### 1951–1975
- 1951: Marianne Graf, österreichische Entwicklungshelferin
- 1951: John Gray, US-amerikanischer Paar- und Familientherapeut
- 1951: Jacques Zimako, französischer Fußballspieler
- 1952: Gerd Kühr, österreichischer Komponist und Dirigent
- 1953: Richard Clayderman, französischer Pianist
- 1953: Rüdiger von Fritsch, deutscher Diplomat und Sachbuchautor
- 1953: Dora Lardelli, Schweizer Kunsthistorikerin und Kulturvermittlerin
- 1953: Steffen Mauersberger, deutscher Endurosportler

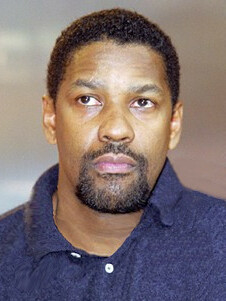
Denzel Washington (* 1954)

- 1954: Denzel Washington, US-amerikanischer Schauspieler
- 1954: Manfred Wimmer, deutscher Fußballfunktionär
- 1955: Aleksandras Algirdas Abišala, litauischer Politiker und Unternehmensberater, Premierminister
- 1955: Klaus Barthel, deutscher Politiker, MdB
- 1955: André Herzberg, deutscher Musiker, Sänger (Pankow)
- 1955: Liu Xiaobo, chinesischer Schriftsteller, Systemkritiker und Menschenrechtler, Nobelpreisträger
- 1956: Birgitt Bender, deutsche Politikerin, MdB
- 1956: Hans-Joachim Dose, deutscher Jurist, Richter am Bundesgerichtshof
- 1956: Nigel Kennedy, britischer Violinist
- 1956: Burkhard Spinnen, deutscher Schriftsteller
- 1957: Petra Weis, deutsche Politikerin, MdB
- 1958: William H. Chapman Nyaho, US-amerikanischer Pianist und Musikpädagoge
- 1958: Joe Diffie, US-amerikanischer Country-Sänger
- 1959: Hansjörg Kunze, deutscher Leichtathlet, Olympiamedaillengewinner
- 1959: Nadeschda Ljubimowa, sowjetische Ruderin
- 1959: Dieudonné Ntep, kamerunischer Radrennfahrer
- 1960: Ray Bourque, kanadischer Eishockeyspieler
- 1960: Terri Garber, US-amerikanische Fernsehschauspielerin
- 1961: Katina Schubert, deutsche Politikerin, MdA
- 1962: Abdi Bile, somalischer Leichtathlet, Weltmeister
- 1962: Dagmar Hartge, deutsche Datenschutzbeauftragte von Brandenburg
- 1962: Michel Petrucciani, französischer Jazzpianist
- 1962: Rachel Z, US-amerikanische Jazz-Pianistin
- 1963ː Béatrice Uria-Monzon, französische Opernsängerin
- 1964: Werner Benecke, deutscher Historiker
- 1964: Martin Fiala, österreichischer Komponist
- 1965: Dany Brillant, französischer Sänger
- 1965: Mario Wille, deutscher Handballspieler
- 1966: Rainer Vollath, deutscher Schriftsteller und Redakteur
- 1968: Lior Ashkenazi, israelischer Schauspieler
- 1968: Éric Trouillet, französischer Unternehmer und Autorennfahrer
- 1968: Anastasia Zampounidis, deutsch-griechische Fernsehmoderatorin
- 1969: Heike Dederer, deutsche Politikerin, MdL
- 1969: Linus Torvalds, finnisch-US-amerikanischer Informatiker, Gründer des Software-Projekts Linux
- 1970: Oleg Germanowitsch Artemjew, russischer Kosmonaut
- 1970: Bernd Brümmer, deutscher Handballspieler
- 1970: Francesca Lé, US-amerikanische Pornodarstellerin
- 1971: Anita Doth, niederländische Sängerin
- 1972: Oliver Polzer, österreichischer Sportkommentator
- 1972: Patrick Rafter, australischer Tennisspieler
- 1972: Adam Vinatieri, US-amerikanischer American-Football-Spieler
- 1973: Marc Blume, deutscher Leichtathlet
- 1973: Ids Postma, niederländischer Eisschnellläufer, Weltmeister, Olympiasieger
- 1974: Rob Niedermayer, kanadischer Eishockeyspieler
- 1974: Spencer Pumpelly, US-amerikanischer Autorennfahrer
- 1974: Kay-Sölve Richter, deutsche Journalistin und Moderatorin
- 1974: Michèle Rohrbach, Schweizer Freestyle-Skierin

#### 1976–2000
- 1976: Eric Griffin, US-amerikanischer Bassist (Murderdolls)
- 1977: Kuami Agboh, togoischer Fußballspieler
- 1977: Derrick Brew, US-amerikanischer Leichtathlet, Weltmeister, Olympiasieger
- 1977: Manfred Pamminger, österreichischer Fußballer
- 1977: Dave McCullen, belgischer Musikproduzent
- 1977: Oriana Schrage, deutsch-brasilianisch-schweizerische Schauspielerin
- 1977: Dennis Todorović, deutscher Regisseur, Drehbuchautor und Filmproduzent
- 1978: Bintia, deutsche Pop- und Soulsängerin
- 1978: Kisha, Schweizer Mundartsängerin
- 1978: John Legend, US-amerikanischer Musiker
- 1978: Frédéric Page, Schweizer Fußballspieler
- 1979: James Blake, US-amerikanischer Tennisspieler
- 1979: B-Tight, deutscher Rapper
- 1979: Daniel Forfang, norwegischer Skispringer
- 1979: Senna Gammour, deutsche Sängerin (Monrose)
- 1979: Ute Katharina Kampowsky, deutsche Schauspielerin
- 1979: Daniel Montenegro, argentinischer Fußballspieler
- 1979: Noomi Rapace, schwedische Schauspielerin
- 1979: Frank Schumann, deutscher Handballspieler und -trainer
- 1979: Sven Waasner, deutscher Schauspieler
- 1980: Diego Junqueira, argentinischer Tennisspieler
- 1980: Lomana LuaLua, kongolesischer Fußballspieler
- 1980: Mircea Pârligras, rumänischer Schachspieler
- 1981: Nicolas Antonoff, französischer Eishockeyspieler
- 1981: Khalid Boulahrouz, niederländischer Fußballspieler

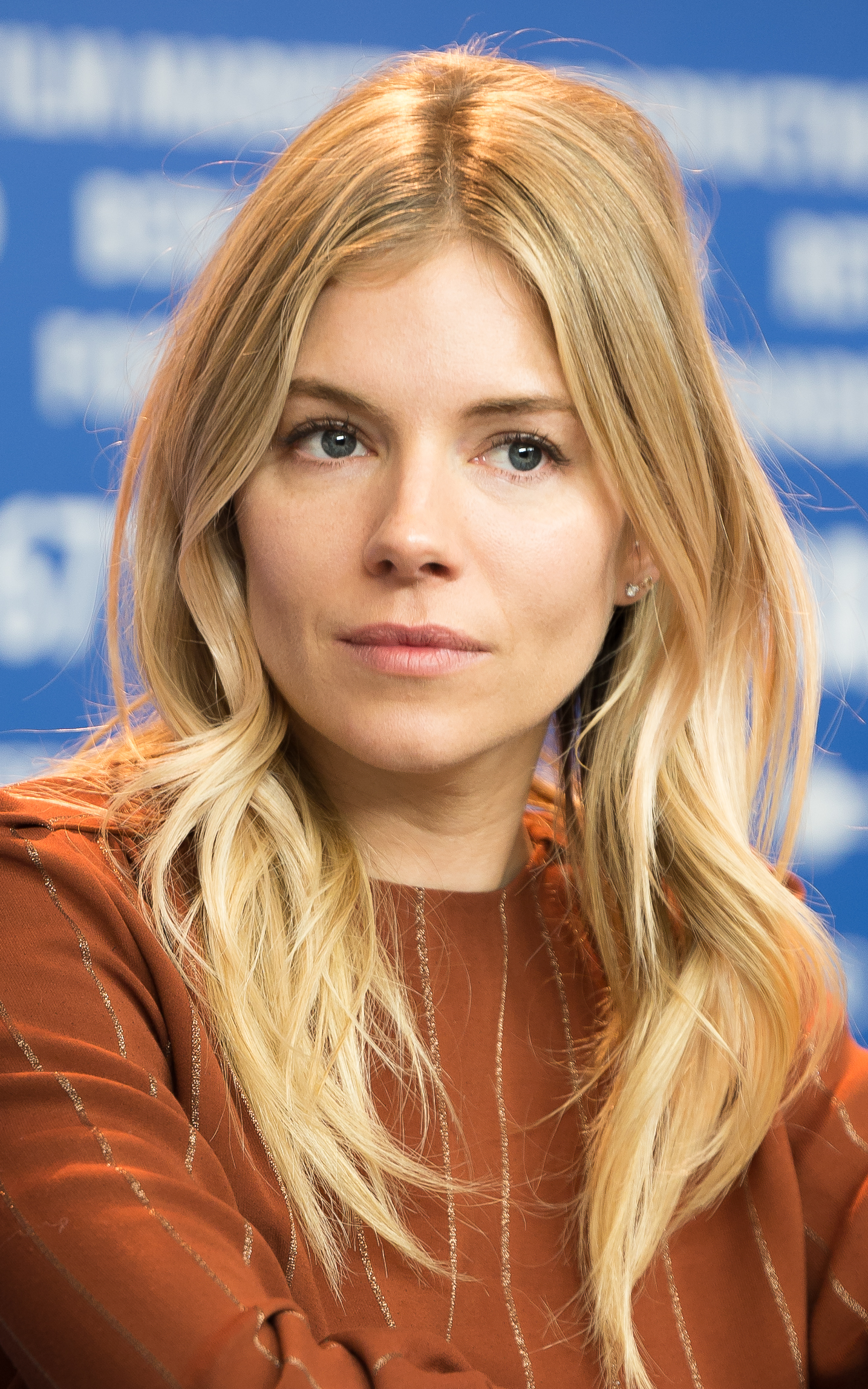
Sienna Miller (* 1981)

- 1981: Sienna Miller, britisch-US-amerikanische Schauspielerin
- 1981: Katrin Röver, deutsche Schauspielerin
- 1982: Kakianako Nariki, kiribatischer Sprinter
- 1982: Lara van Ruijven, niederländische Eisschnellläuferin, Olympiamedaillengewinnerin, Weltmeisterin
- 1982: Unk, US-amerikanischer Rapper und DJ
- 1982: Karen Zapata, peruanische Schachspielerin
- 1983: Debatik Curri, albanischer Fußballspieler
- 1984: Sandro Galli, Schweizer Trainer
- 1984: Martin Kaymer, deutscher Golfspieler
- 1984: Alex Lloyd, britischer Rennfahrer
- 1984: Sean St. Ledger, englisch-irischer Fußballspieler
- 1984ː Christine Weigelt, deutsche Fußballschiedsrichterin
- 1985: Kamani Hill, US-amerikanischer Fußballspieler
- 1986: Tom Huddlestone, englischer Fußballspieler
- 1986: Sandra Wullenkord, deutsche Juristin und Richterin am Bundesarbeitsgericht
- 1987: Luise Risch, deutsche Schauspielerin
- 1987: Matthias Schwarz, deutscher Fußballspieler
- 1988: Islambek Said-Zilimowitsch Albijew, russischer Ringer
- 1988: Belal Arezou, afghanischer Fußballspieler
- 1988: Abdou Razack Traoré, ivorischer Fußballspieler
- 1989: George Blagden, britischer Theater- und Filmschauspieler
- 1989: Sandro Foda, deutscher Fußballspieler
- 1989: Mackenzie Rosman, US-amerikanische Schauspielerin
- 1990: Ayele Abshero, äthiopischer Langstreckenläufer
- 1990: David Archuleta, US-amerikanischer Popsänger
- 1992: Julia Eichinger, deutsche Freestyle-Skierin
- 1993: Lucas Röser, deutscher Fußballspieler
- 1994: Odd Christian Eiking, norwegischer Radrennfahrer
- 1994: Vincent zur Linden, deutscher Schauspieler
- 1995: Brittany Abercrombie, US-amerikanische Volleyballspielerin
- 1995: Joe Wildsmith, englischer Fußballspieler
- 1998: Malika Auger-Aliassime, kanadische Tennisspielerin
- 1998: Jared Gilman, US-amerikanischer Schauspieler
- 1998: Djibo Idrissa Ousseini, nigrischer Leichtathlet
- 1999: Katharina Gieron, deutsche Schauspielerin
- 1999: Scott Huffaker, US-amerikanischer Autorennfahrer
- 1999: Shadrack Kimutai Koech, kenianisch-kasachischer Leichtathlet
- 2000: Frank van den Broek, niederländischer Radrennfahrer
- 2000: Nicolò Cambiaghi, italienischer Fußballspieler

### 21. Jahrhundert
- 2001: Madison De La Garza, US-amerikanische Schauspielerin
- 2001ː Maitreyi Ramakrishnan, kanadische Schauspielerin

## Gestorben

### Vor dem 16. Jahrhundert
- 0825: Haistulph, Erzbischof von Mainz
- 0970: Ansegis, Bischof von Troyes und Kanzler und Großalmosenier von Frankreich
- 1119: Widelo, Bischof von Minden
- 1218: Robert II., Graf von Dreux und Braine
- 1297: Hugues Aycelin, französischer Theologe und Kardinal
- 1342: Bartolomeo Gradenigo, Doge von Venedig
- 1367: Ashikaga Yoshiakira, japanischer Shōgun
- 1369: Fromhold von Vifhusen, Erzbischof von Riga
- 1394: Maria Angelina Dukaina Palaiologina, Herrscherin im Despotat Epirus
- 1406: Marquard von Randegg, Bischof von Minden und Konstanz
- 1412: Konrad III., Herzog von Oels
- 1422: Elizabeth Berkeley, englische Magnatin
- 1442: Katharina von Braunschweig-Lüneburg, erste Kurfürstin von Sachsen
- 1446: Heinrich I., Herr von Plauen und Burggraf von Meißen
- 1446: Clemens VIII., Gegenpapst während des Abendländischen Schismas
- 1450: Takeda Nobushige, japanischer Daimyō der Muromachi-Zeit
- 1465: Wilhelm von Calven, Lübecker Bürgermeister
- 1467: Agnes von Ahaus, Äbtissin im Stift Nottuln
- 1468: Jean Michel, Bischof von Genf
- 1475: Johann II. von Pernstein, mährischer Adliger
- 1482: Hinrich Constin, Lübecker Ratsherr und Kaufmann
- 1491: Bertoldo di Giovanni, italienischer Bildhauer

### 16. bis 18. Jahrhundert
- 1503: Piero di Lorenzo de’ Medici, „der Unglückliche“, Herrscher von Florenz und italienischer Söldner
- 1517: Wilhelm von Diesbach, Schultheiss von Bern
- 1524: Johann von Staupitz, deutscher Theologe
- 1538: Andrea Gritti, Doge von Venedig
- 1539: Agnes Dürer, Nürnberger Kunsthändlerin, Ehefrau von Albrecht Dürer
- 1547: Konrad Peutinger, deutscher Politiker
- 1549: Jean d’Albon de Saint-André, Gouverneur von Lyon
- 1558: Jakob Jonas, deutscher Philologe, Rechtswissenschaftler, Politiker und Diplomat
- 1568: Christoph, Herzog von Württemberg
- 1622: Franz von Sales, Bischof von Genf/Annecy, Ordensgründer, Kirchenlehrer, Heiliger
- 1626: Juraj Zrinski, Ban von Kroatien
- 1645: Giovanni Battista Carlone, italienischer Baumeister und Architekt
- 1663: Francesco Maria Grimaldi, italienischer Theologe, Physiker und Mathematiker
- 1671: Johann Friedrich Gronovius, deutscher klassischer Philologe und Textkritiker
- 1679: Johann Friedrich, Herzog des Fürstentums Calenberg

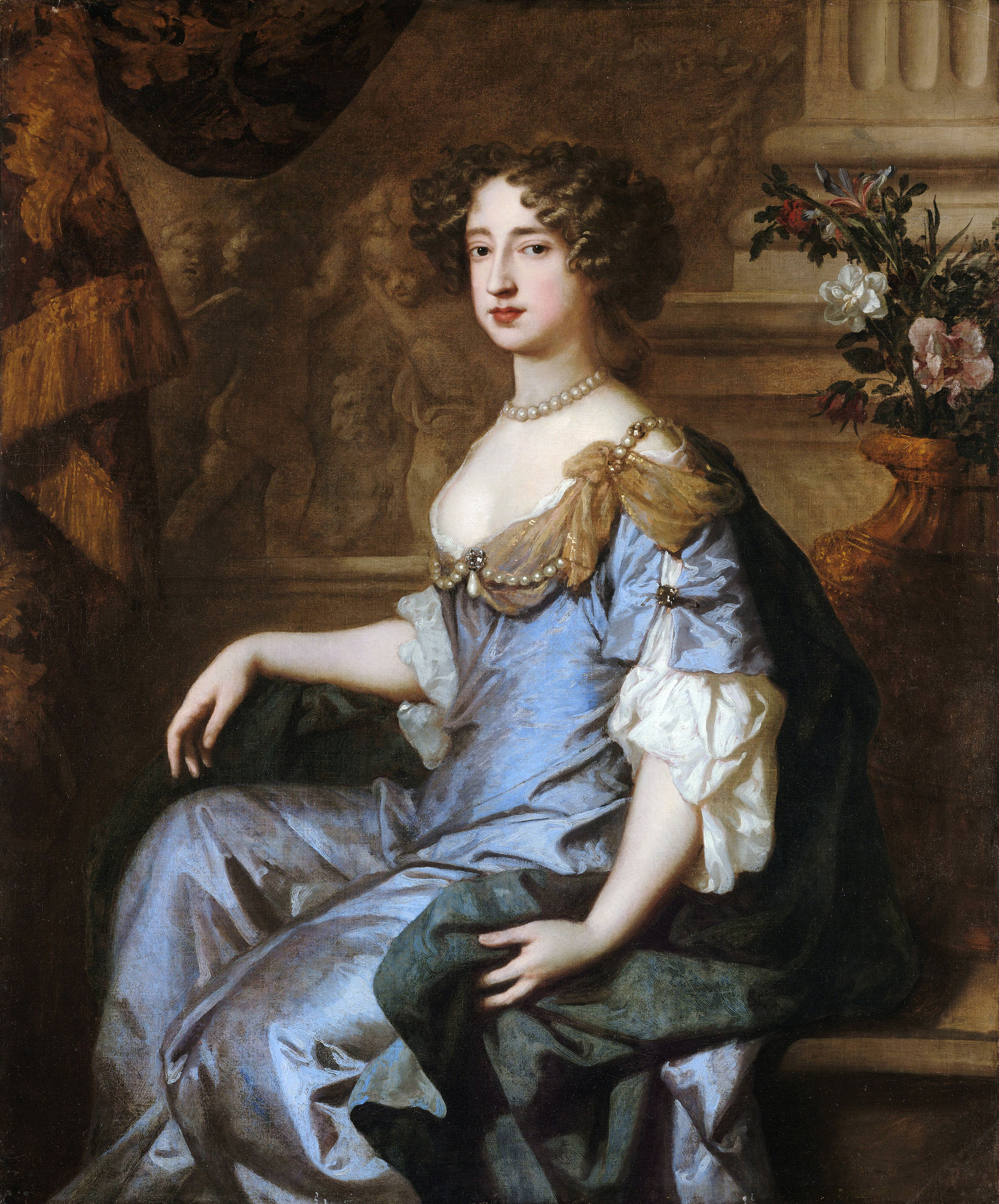
Maria II. († 1694)

- 1694: Maria II., englische Königin
- 1706: Pierre Bayle, französischer Philosoph und Schriftsteller
- 1708: Joseph Pitton de Tournefort, französischer Botaniker und Forschungsreisender
- 1718: Johann Brokoff, böhmischer Bildhauer
- 1718: Benoîte Rencurel, französische Hirtin und Mystikerin
- 1720: Johann Christian Neu, deutscher Historiker und Philologe, Rektor der Universität Tübingen
- 1728: Anna Sophie, Prinzessin von Sachsen-Gotha-Altenburg und Fürstin von Schwarzburg-Rudolstadt
- 1734: Robert Roy MacGregor, schottischer Volksheld und Geächteter

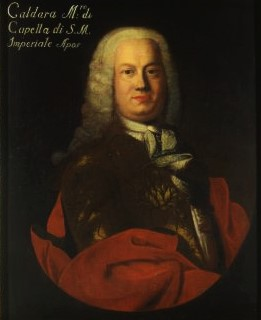
Antonio Caldara († 1736)

- 1736: Antonio Caldara, italienischer Komponist
- 1737: Georg Gustav von Rosen, livländischer General
- 1743: August Simon Lindholtz, deutscher Jurist, Bürgermeister von Lübeck
- 1746: Ulrich Kaas, dänischer Admiral und Stiftsamtmann zu Bergen
- 1747: Gundacker von Althan, österreichischer General, Diplomat und Hofbaudirektor
- 1751: Erich Philipp Ploennies, deutscher Mathematiker und Kartograph
- 1767: Emer de Vattel, Schweizer Völkerrechtler
- 1778: David Macbride, irischer Arzt und Schriftsteller
- 1796: Friedrich Ludwig Karl von Preußen, preußischer Prinz
- 1800: Bernhard von Keeß, österreichischer Offizier

### 19. Jahrhundert
- 1802: Johann Jakob Morff, württembergischer Maler
- 1813: Christian Ludwig Bachmann, deutscher Mediziner und Musikschriftsteller
- 1825: James Wilkinson, US-amerikanischer General
- 1826: Simon Moritz von Bethmann, deutscher Bankier
- 1827: Robert Woodhouse, britischer Professor der Mathematik
- 1829: Elizabeth Freeman, US-amerikanische Sklavin
- 1829: Jean-Baptiste de Lamarck, französischer Botaniker, Zoologe und Entwicklungsbiologe
- 1830: Therese Krones, österreichische Schauspielerin
- 1832: Charles de Lameth, französischer General
- 1835: Johann Arzberger, österreichischer Techniker und Wissenschaftler
- 1835: James Findlay, US-amerikanischer Politiker, Mitglied des Repräsentantenhauses
- 1850: Heinrich Christian Schumacher, deutscher Astronom
- 1857: Heinrich Friedrich Philipp von Bockelberg, preußischer Diplomat
- 1859: Thomas Babington Macaulay, britischer Historiker
- 1868: Karel Chotek, tschechischer Adeliger, Verwalter und Politiker
- 1870: Alexei Fjodorowitsch Lwow, russischer Violinist und Komponist
- 1870: Georg Karl von Seuffert, deutscher Jurist, Präsident des bayerischen Handelsappellationsgerichts
- 1871: Clemens August Kiel, deutscher Komponist, Dirigent und Geiger
- 1872: James Van Ness, siebter Bürgermeister von San Francisco
- 1876: Ferdinand von Loehr, deutscher Mediziner, Politiker und Revolutionär
- 1876: Frederik Paludan-Müller, dänischer Schriftsteller
- 1878: José Bernardo Alcedo, peruanischer Komponist
- 1878: Johann Christian Ott, Schweizer Kaufmann, Beamter und Dichter
- 1880: Ulrich von Württemberg, württembergischer Prinz
- 1885: Benjamin Dufernex, Schweizer Jurist und Politiker
- 1889: Ferdinand Dinse, deutscher Orgelbauer
- 1892: Gottlieb Leonhard Gaiser, deutscher Kaufmann
- 1892: August Lammers, deutscher Politiker, Schriftsteller und Journalist
- 1892: Viktor von Meibom, deutscher Rechtswissenschaftler
- 1893: Richard Spruce, englischer Botaniker und Naturforscher
- 1896: August Geiger-Thuring, deutscher Landschaftsmaler
- 1897: Meinardus Siderius Pols, niederländischer Rechtswissenschaftler
- 1899: Dominique Ducharme, kanadischer Pianist, Organist und Musikpädagoge
- 1899: Karl Friedrich Rammelsberg, deutscher Chemiker

### 20. Jahrhundert

#### 1901–1950
- 1902: Johann Georg Förster, deutscher Orgelbauer
- 1903: George Robert Gissing, englischer Schriftsteller
- 1904: Otto Intze, deutscher Professor und Ingenieur, Pionier des Talsperrenbaus
- 1907: Willi Leininger, deutscher Komponist und Musikschriftsteller
- 1908: Charles Marley Anderson, US-amerikanischer Politiker
- 1913: Ahmed Midhat Efendi, osmanischer Journalist, Autor, Übersetzer und Verleger
- 1914: Hans von Arnim, preußischer Gutsbesitzer und Politiker, MdL
- 1914: Ludwig Auer, deutscher Bildungsreformer, Schriftsteller, Verleger und Unternehmer
- 1916: Tarleton Hoffman Bean, US-amerikanischer Ichthyologe
- 1916: Carl Hintze, deutscher Mineraloge und Kristallograph
- 1916: Eduard Strauß, österreichischer Komponist und Kapellmeister
- 1919: Johannes Rydberg, schwedischer Physiker
- 1924: Albert Koebele, deutsch-US-amerikanischer Entomologe
- 1925: Sergei Alexandrowitsch Jessenin, russischer Dichter
- 1930ː Janka Mikes, Hofdame der österreichischen Kaiserin Elisabeth
- 1931: Curt von François, deutscher Offizier, Afrikaforscher und Kolonialpolitiker, Landeshauptmann von Deutsch-Südwestafrika, Befehlshaber der dortigen Schutztruppe
- 1932: Malcolm Whitman, US-amerikanischer Tennisspieler
- 1934: Pablo Gargallo, spanischer Bildhauer
- 1934: Adachi Mineichirō, japanischer Jurist und Diplomat
- 1934: Georg Moog, deutscher Geistlicher und Theologe, Bischof der Alt-Katholischen Kirche in Deutschland

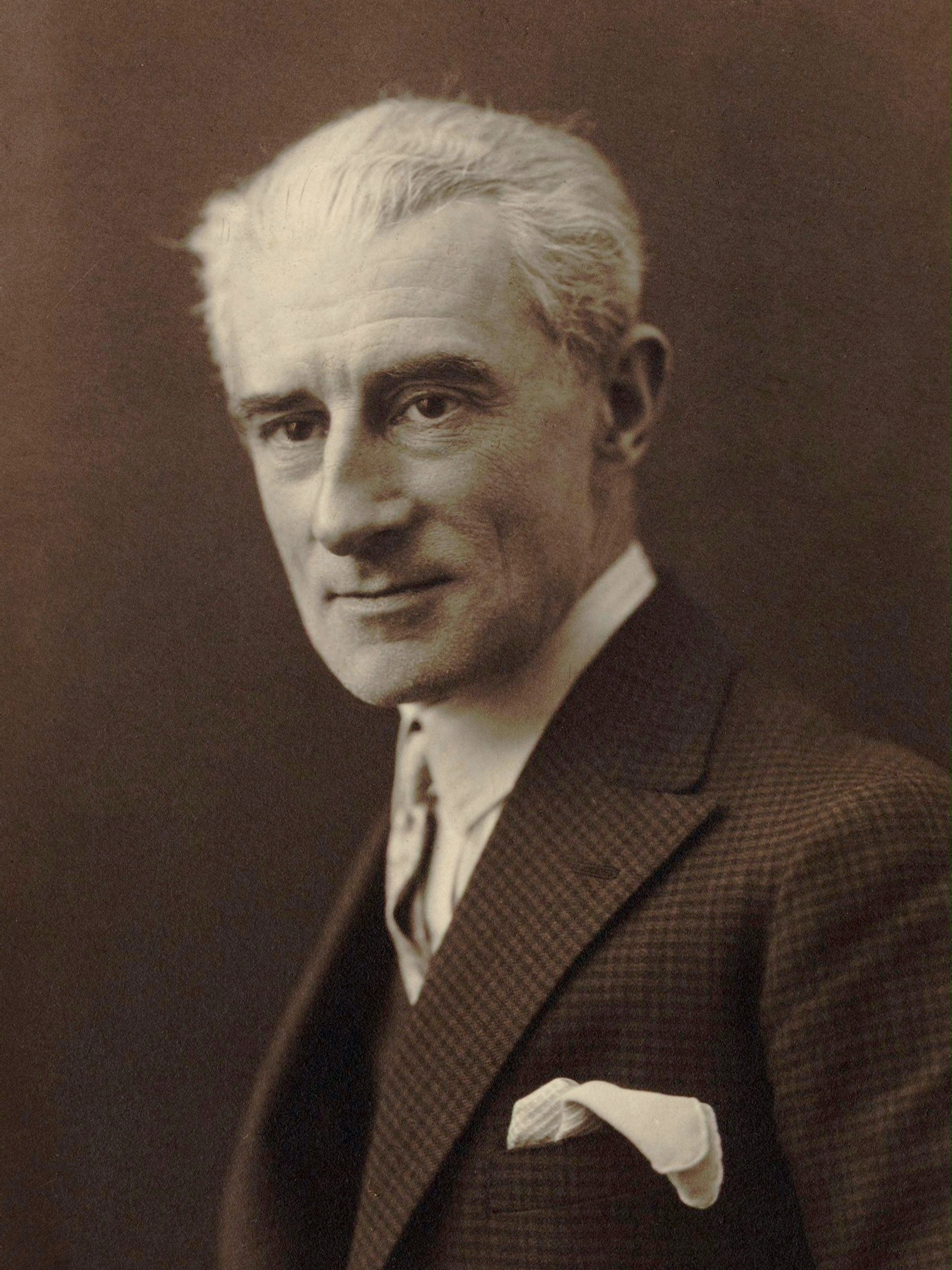
Maurice Ravel († 1937)

- 1937: Maurice Ravel, französischer Komponist, Hauptvertreter des Impressionismus in der Musik
- 1937: Georg Thilenius, deutscher Mediziner und Ethnologe
- 1938: Florence Lawrence, kanadisch-US-amerikanische Stummfilmschauspielerin
- 1938: Alfons Loewe, deutscher Rechtsanwalt und Notar
- 1938: Lotte Witt, deutsche Theaterschauspielerin
- 1942: Alfred Flatow, deutscher Turner, Olympiasieger, Opfer des Nationalsozialismus
- 1943: Otmar Schissel von Fleschenberg, österreichischer Altphilologe und Germanist
- 1944: Richard Hesse, deutscher Zoologe
- 1944: Frederik Muller Jzn., niederländischer klassischer Philologe
- 1945: Theodore Dreiser, US-amerikanischer Schriftsteller
- 1946: Ada Adler, dänische Klassische Philologin und Bibliothekarin
- 1947: Viktor Emanuel III., König von Italien und Kaiser von Äthiopien
- 1948: Hans Bogner, deutscher Altphilologe
- 1949: Hervey Allen, US-amerikanischer Schriftsteller
- 1949: Ottavio Barbieri, italienischer Fußballspieler und -trainer
- 1949: Jack Lovelock, neuseeländischer Mittelstreckenläufer, Olympiasieger

#### 1951–2000

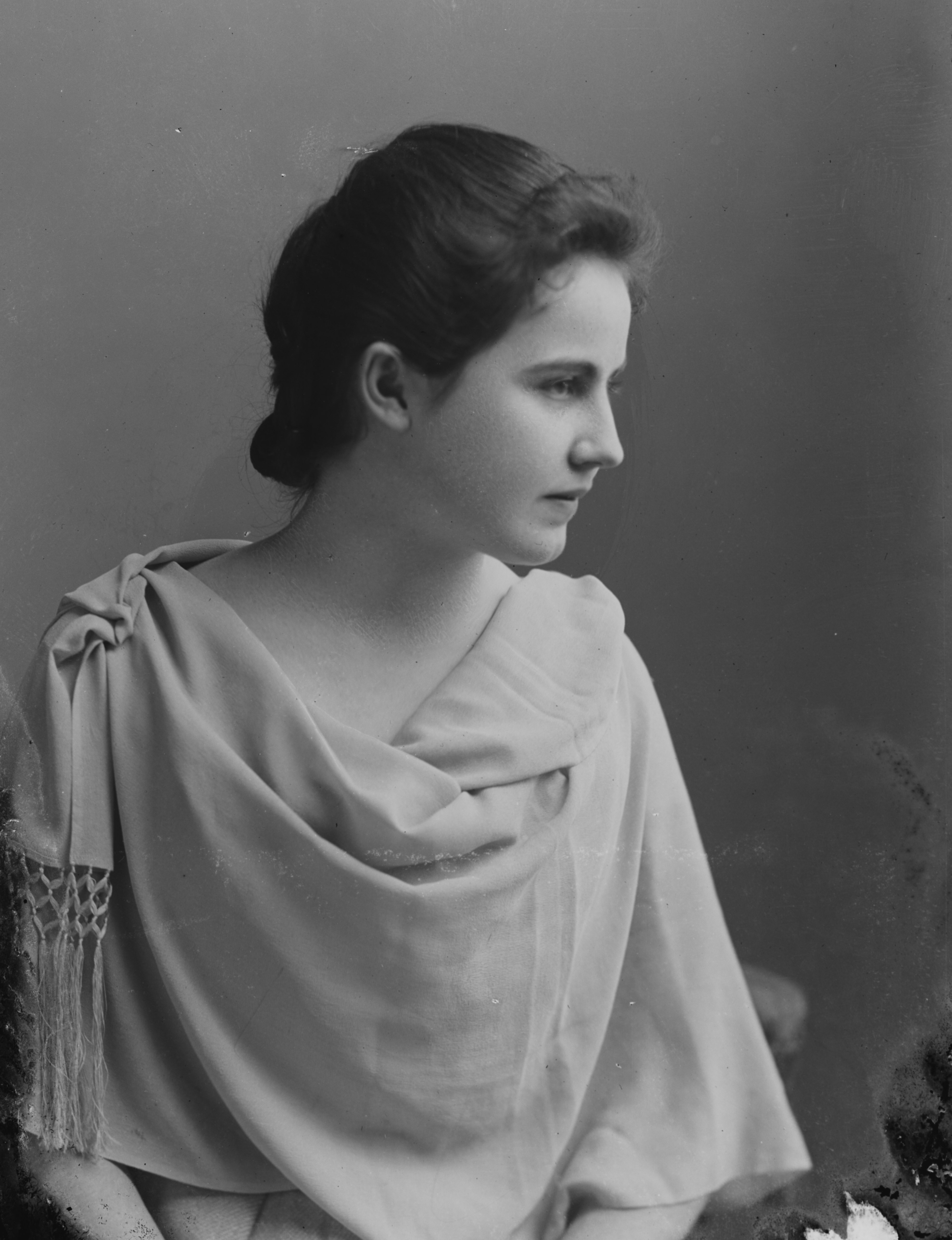
Edith Wilson († 1961)

- 1952: Carlo Agostini, italienischer Geistlicher, Bischof von Padua, Patriarch von Venedig
- 1952: Fletcher Henderson, US-amerikanischer Jazz-Pianist, Bandleader und Komponist
- 1954: Heinrich Uhlendahl, deutscher Bibliothekar
- 1956: Iwan Albertowitsch Puni, russischer Maler
- 1957: Oscar Matthiesen, dänischer Maler
- 1959: Ante Pavelić, kroatischer Politiker und Nationalist, Führer des Unabhängigen Staates Kroatien
- 1961ː Edith Wilson, US-amerikanische First Lady
- 1962: Marcel Aubert, französischer Historiker und Kunsthistoriker

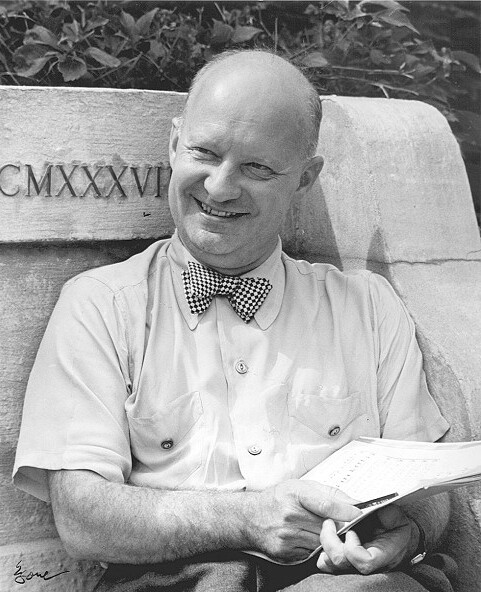
Paul Hindemith († 1963)

- 1963: Paul Hindemith, deutscher Komponist und Musiker
- 1964: Kees Bekker, niederländischer Fußballspieler
- 1966: Victor Anfuso, US-amerikanischer Jurist und Politiker, Mitglied des Repräsentantenhauses
- 1969: Henry Oscar, britischer Schauspieler
- 1971: Max Steiner, österreichischer Komponist
- 1973: Alexander Arturowitsch Rou, sowjetischer Filmregisseur
- 1973: Rudi Schuricke, deutscher Sänger und Schauspieler
- 1976: Freddie King, Blues-Musiker
- 1976: Franz Seraph Reicheneder, deutscher Historiker und Heimatforscher
- 1978: Wilhelm Troll, deutscher Botaniker
- 1978: Gustav Zelibor, österreichischer Kapellmeister und Komponist
- 1979: Walter Hochmuth, deutscher Politiker, Widerstandskämpfer und Diplomat der DDR
- 1981: Demetrio Aguilera Malta, ecuadorianischer Schriftsteller, Maler und Diplomat
- 1981: Allan Dwan, US-amerikanischer Regisseur, Produzent, Drehbuchautor
- 1981: Franco Giongo, italienischer Leichtathlet
- 1981: Walter Erich Schäfer, deutscher Agronom, Dramaturg und Generalintendant des Staatstheaters Stuttgart
- 1983: Eugène Chaboud, französischer Rennfahrer
- 1983: Dennis Wilson, US-amerikanischer Musiker und Songschreiber (The Beach Boys)
- 1984: Erwin Mehl, österreichischer Sportwissenschaftler
- 1984: Sam Peckinpah, US-amerikanischer Filmregisseur
- 1985: Josef Lense, österreichischer Mathematiker
- 1985: Maria Rothschedl, österreichische Kommunalpolitikerin und erste Bürgermeisterin Österreichs
- 1986: John D. MacDonald, US-amerikanischer Schriftsteller
- 1988: Kurt Abraham, deutscher Jazzmusiker
- 1988: Karlfried Graf Dürckheim, deutscher Diplomat, Psychotherapeut und Zen-Meister
- 1989: Hermann Oberth, deutscher Physiker und Raumfahrtpionier
- 1989: William Scott, schottischer Maler
- 1989: Walter Seuffert, deutscher Rechtsanwalt, Politiker, MdB, MdEP, Vizepräsident des Bundesverfassungsgerichts
- 1991: Cassandra Harris, australische Filmschauspielerin
- 1991: Hermann Müller, deutscher Politiker, MdL, Landesminister
- 1992: Eugen Jegorov, tschechischer Schauspieler und Jazzmusiker
- 1992: Elfie Mayerhofer, österreichische Filmschauspielerin und Sängerin
- 1993: William Nelson Austin, US-amerikanischer Filmeditor
- 1993: Howard Caine, US-amerikanischer Schauspieler
- 1993: Rudolph Schulze, deutscher Politiker, MdL, Abgeordneter der Volkskammer, Landesminister, Präsident der Industrie- und Handelskammer und Minister der DDR
- 1996: Hans Baumgartner, Schweizer Fotograf
- 1996: Wassili Iwanowitsch Rakow, sowjetischer Pilot
- 1997: Henry Barraud, französischer Komponist
- 1998: Herbert Fechner, deutscher Politiker, Oberbürgermeister von Ost-Berlin, Abgeordneter der Volkskammer
- 1998: Edgar Howhannisjan, armenischer Komponist
- 1998: Werner Müller, deutscher Autor, Komponist, Dirigent, Arrangeur und Orchesterleiter
- 1998: Bjørn Watt-Boolsen, dänischer Schauspieler, Theaterleiter und Regisseur
- 1999: Franco Castellano, italienischer Drehbuchautor und Regisseur
- 2000: Eduard Adorno, deutscher Politiker, MdB, Parlamentarischer Staatssekretär, Landesminister
- 2000: Arthur Dürst, Schweizer Geograph und Kartographiehistoriker

### 21. Jahrhundert

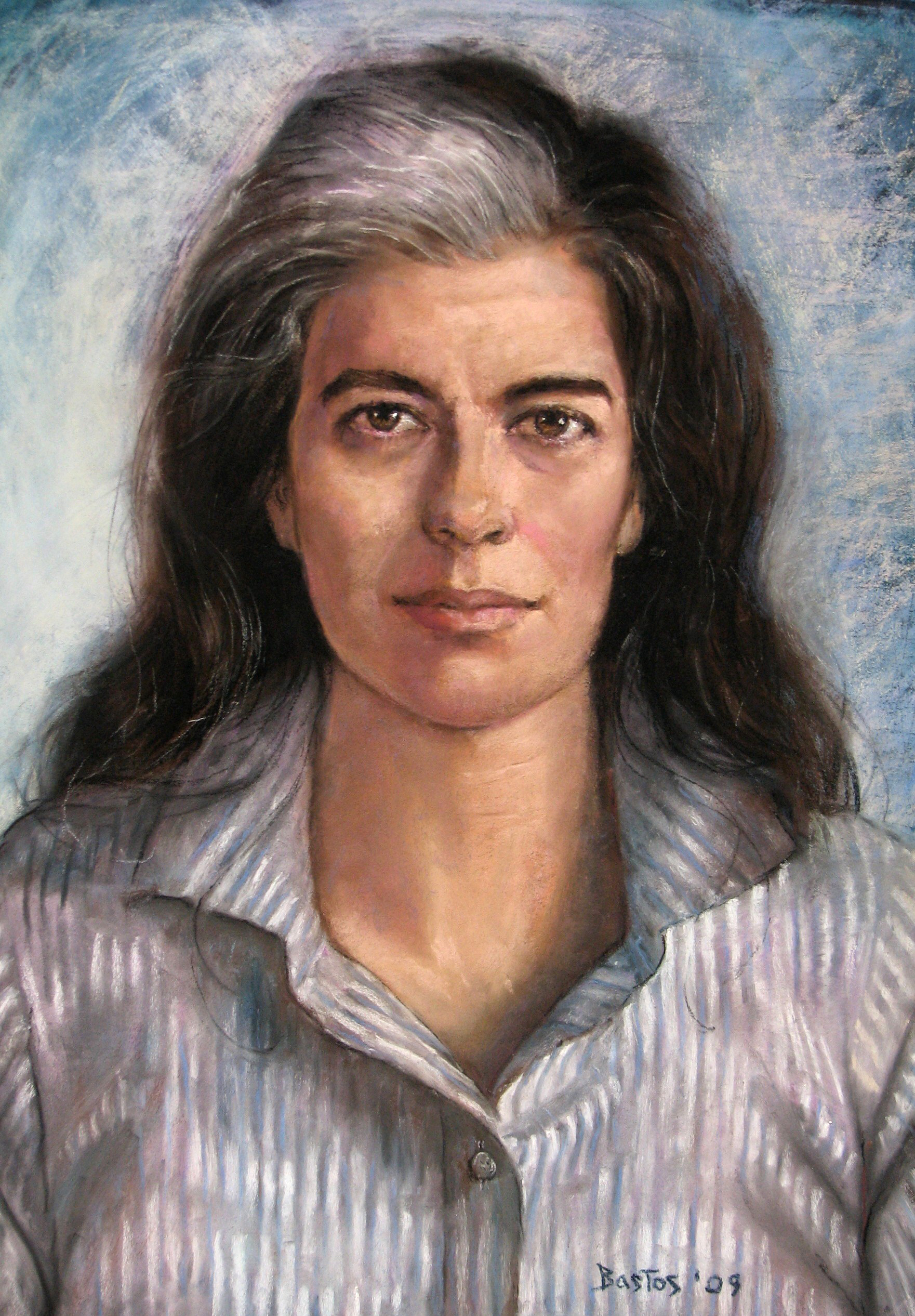
Susan Sontag
(† 2004)

- 2002: Maria Carbone, italienische Opernsängerin und Gesangspädagogin
- 2002: Koreyoshi Kurahara, japanischer Filmregisseur und Drehbuchautor
- 2003: Henning Frederichs, deutscher Komponist, Dirigent und Musikpädagoge
- 2004: Franz Böhmert, deutscher Arzt und Sportfunktionär
- 2004: Jerry Orbach, US-amerikanischer Schauspieler
- 2004: Susan Sontag, US-amerikanische Schriftstellerin, Essayistin und Publizistin
- 2007: Abdallah ibn Husain al-Ahmar, jemenitischer Politiker und Stammesführer
- 2007: Jiří Pauer, tschechischer Komponist
- 2008: Arthur Oliver Lonsdale Atkin, britisch-US-amerikanischer Mathematiker
- 2009: The Rev, US-amerikanischer Musiker und Songwriter (Avenged Sevenfold)
- 2010: Fred Angerer, deutscher Architekt
- 2010: Eva Deissen, österreichische Journalistin und Kolumnistin
- 2010: Denis Dutton, neuseeländischer Autor, Internetunternehmer und Professor
- 2010: Eckart van Hooven, deutscher Bankmanager und Politiker
- 2011: Andreas Al-Laham, deutscher Betriebswirt
- 2011: Charlotte Kerr, deutsche Schauspielerin, Regisseurin und Produzentin
- 2012: Nicholas Neoclis Ambraseys, griechisch-britischer Bauingenieur, Pionier der Bodenmechanik und Seismologie

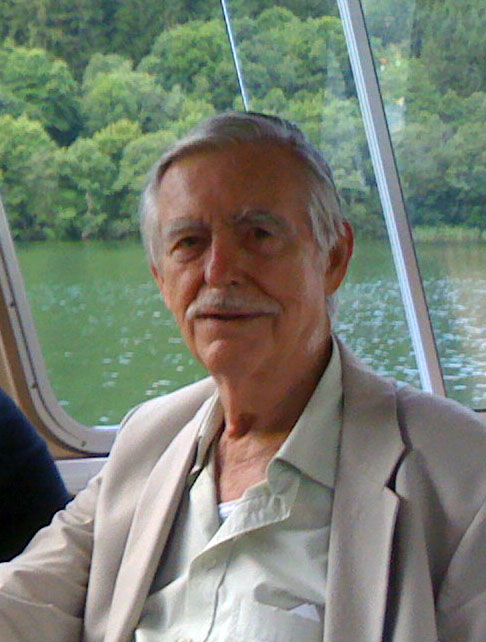
Halton Arp
(† 2013)

- 2013: Halton Arp, US-amerikanischer Astronom
- 2013ː Margrit Kennedy, deutsche Architektin, Ökologin und Autorin
- 2015: Gottfried Arnold, deutscher Jurist und Politiker, MdB
- 2015: Jean Aubain, französischer Komponist und Musikpädagoge
- 2015: Chris Barnard, südafrikanischer Schriftsteller
- 2015: Guru Josh, britischer Musiker

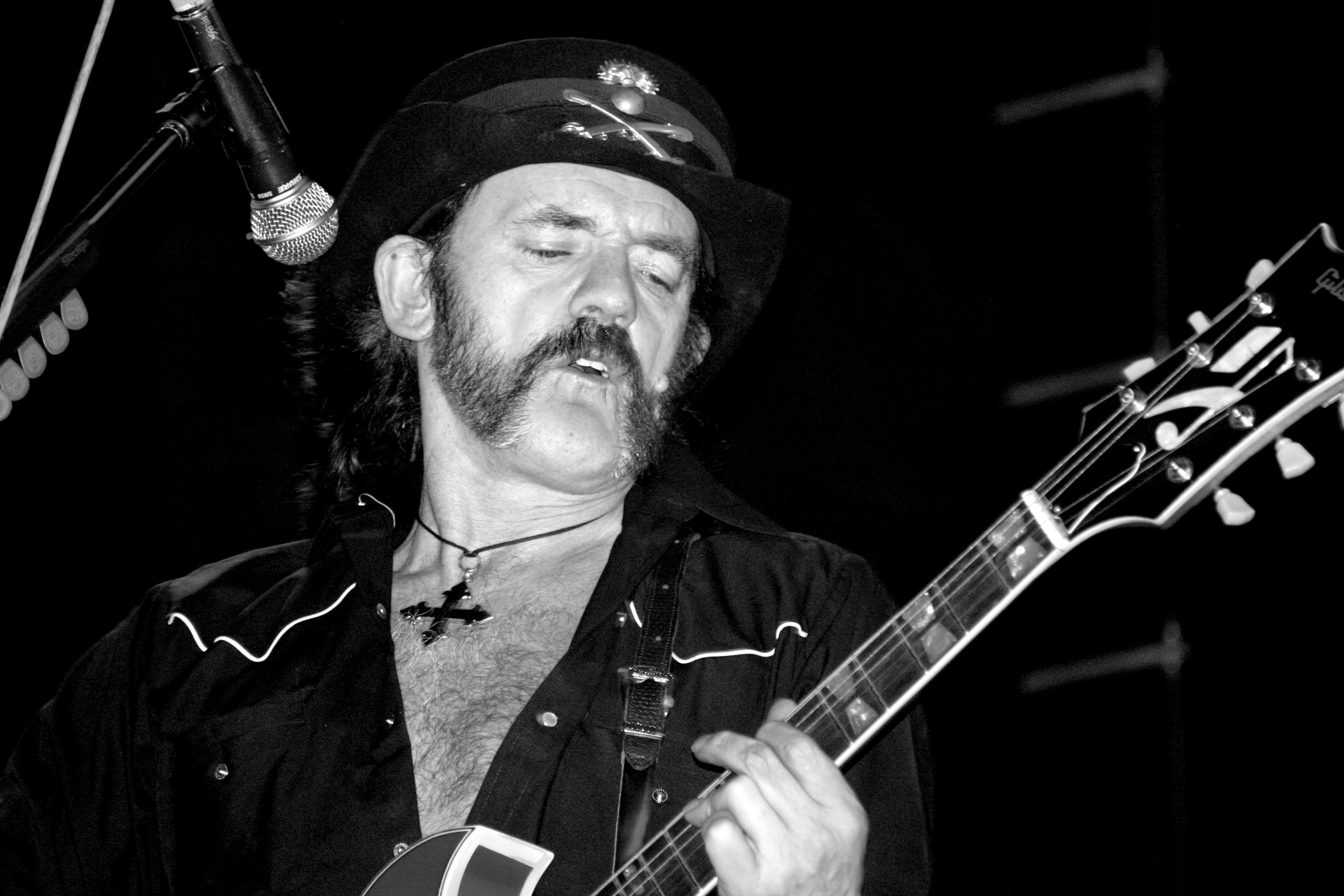
Lemmy Kilmister († 2015)

- 2015: Lemmy Kilmister, britischer Musiker
- 2015: Ian Murdock, US-amerikanischer Informatiker
- 2016: Michel Déon, französischer Schriftsteller
- 2016: Knut Kiesewetter, deutscher Jazzsänger und Liedermacher
- 2016: Debbie Reynolds, US-amerikanische Schauspielerin
- 2016: Jean-Christophe Victor, französischer Politikwissenschaftler und Fernsehmoderator
- 2017: Sue Grafton, US-amerikanische Schriftstellerin
- 2017: Rose Marie Mazetta, US-amerikanische Komikerin, Sängerin und Schauspielerin
- 2017: Ulrich Wegener, deutscher Bundesgrenzschutzoffizier, Gründer und erster Kommandeur der GSG 9
- 2018: Umberto Marzotto, italienischer Adeliger, Unternehmer und Autorennfahrer
- 2018: Amos Oz, israelischer Schriftsteller
- 2019: Jurij Grós, sorbischer Funktionär und Politiker, Vorsitzender der Domowina, Abgeordneter der Volkskammer
- 2019: Lothar Weschke, deutscher Fußballspieler

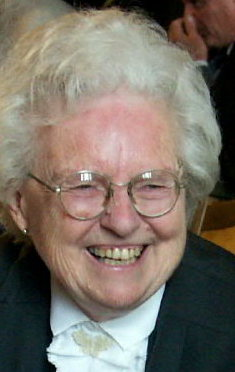
Erzsébet Szőnyi († 2019)

- 2019: Erzsébet Szőnyi, ungarische Musikpädagogin und Komponistin
- 2020: Csaba Ali, ungarischer Schwimmer
- 2020: Paul-Heinz Dittrich, deutscher Komponist
- 2021: John Madden, US-amerikanischer American-Football-Spieler, -Trainer und -Kommentator
- 2021: Thomas Milani, kanadisch-italienischer Eishockeyspieler
- 2021: Edward Shaske, kanadischer Sportschütze
- 2021: Sabine Weiss, schweizerisch-französische Fotografin
- 2022: Philomena Franz, deutsche Sintizza, KZ-Überlebende, Zeitzeugin und Autorin
- 2022: Eberhard Göschel, deutscher Maler, Grafiker, Plastiker und Aktionskünstler
- 2022: Valda Osborn, britische Eiskunstläuferin
- 2022: Black Stalin, trinidadischer Calypsosänger und -songwriter
- 2022: Tony Vaccaro, US-amerikanischer Fotograf
- 2023: Dick Marty, Schweizer Politiker

## Feier- und Gedenktage
- Kirchliche Gedenktage
  - Tag der unschuldigen Kinder (evangelisch, katholisch)
  - Johann Reinhard Hedinger, deutscher Prediger (evangelisch)

Weitere Einträge enthält die Liste von Gedenk- und Aktionstagen.